# Karol Jan Bernadotte
Karol Jan Artur Bernadotte, właśc. Carl Johan Arthur Bernadotte (ur. 31 października 1916 w Sztokholmie, zm. 5 maja 2012 w Ängelholm) – hrabia Wisborga, do 1946 książę szwedzki, książę Dalarny, prawnuk królowej Wiktorii Hanowerskiej.
Urodził się jako ostatnie dziecko księżniczki Małgorzaty Connaught i Gustawa VI Adolfa. 19 lutego 1946 ożenił się z dziennikarką Kerstin Wijkmark, tym samym stracił prawo do sukcesji tronu. 29 września 1988 zawarł kolejny związek małżeński, a jego żoną została hrabina Gunnila Martha Louise Wachtmeister. W 1951 otrzymał od wielkiej księżnej Luksemburga Szarlotty tytuł hrabiego Wisborga.